# Вербија (Сучава)
Вербија (рум. Verbia) насеље је у Румунији у округу Сучава у општини Грамешти. Oпштина се налази на надморској висини од 316 m.

## Становништво
Према подацима из 2002. године у насељу је живело 172 становника, од којих су сви румунске националности.